# Booth Tarkington

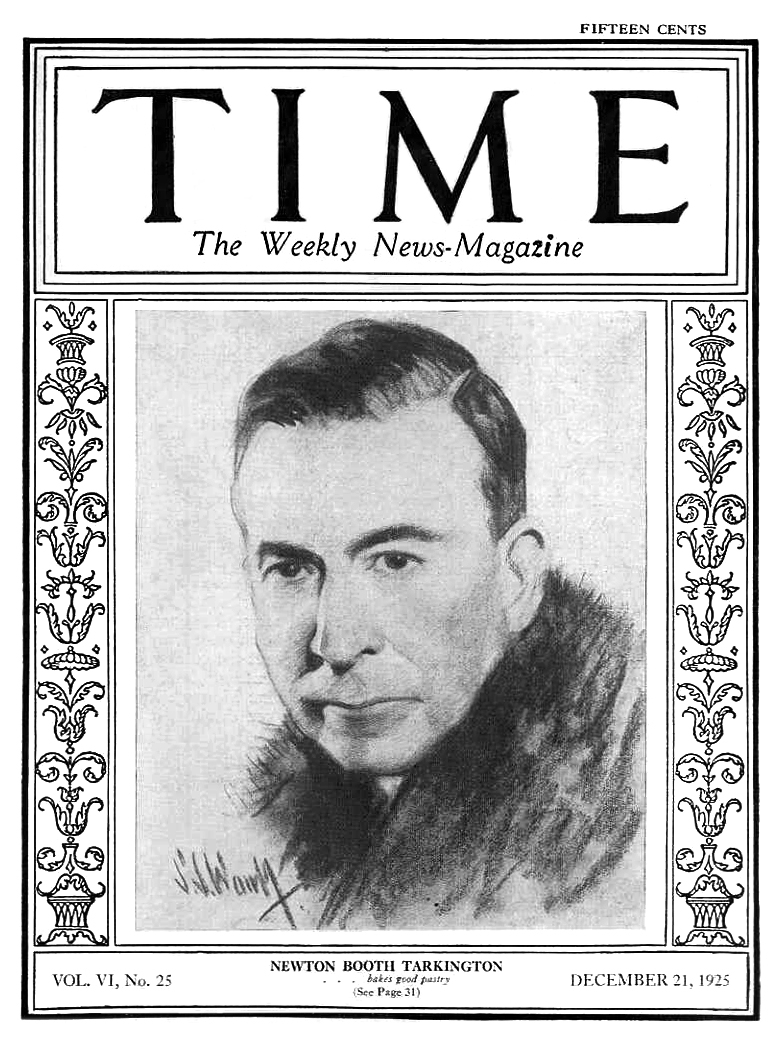
Booth Tarkington na capa da Time (21 de dezembro de 1925).

Newton Booth Tarkington (29 de julho de 1869 – 19 de maio de 1946) foi um romancista e dramaturgo estadunidense mais conhecido por seus romances The Magnificent Ambersons e Alice Adams. Ele é um dos únicos três romancistas a ganhar o Prêmio Pulitzer de Ficção mais de uma vez, junto com William Faulkner e John Updike.

## Obras
- The Gentleman from Indiana (1899)
- Monsieur Beaucaire (1900)
- The Two Vanrevels (1902)
- In the Arena: Stories of Political Life (1905)
- Beasley's Christmas Party (1909)
- Penrod (1914)
- The Turmoil (1915)
- Penrod and Sam (1916)
- Seventeen (1916)
- The Magnificent Ambersons (1918)
- Alice Adams (1921)
- Gentle Julia (1922)
- The Midlander (1924)
- The Plutocrat (1927)
- Claire Ambler (1928)
- Penrod Jashber (1929)
- Mirthful Haven (1930)
- Mary's Neck (1932)
- The Fighting Littles (1941)
- Presenting Lily Mars (1933)
- Kate Fennigate (1943)